# Канал Дончяна
Канал Дончяна (англ. Donchian channel) — технический индикатор, разработанный Ричардом Дончяном, является вариацией правила пробоя торгового интервала. Строится взятием самой высокой (максимума из High) и самой низкой (минимума из Low) цены за предыдущие n периодов с последующим обозначением области между ними на графике.
Дончиан рекомендовал использовать свой индикатор для дневных таймфреймов с интервалом n=20, другие авторы предлагают экспериментировать с интервалом, увеличивая его.
В торговых стратегиях индикатор используется следующим образом: инструмент покупается (открываются длинные позиции), когда текущий максимум его цены превышает максимальное значение канала и продаётся (открываются короткие позиции), когда текущий минимум опускается ниже минимального значения канала.

Индикатор полезен для наблюдения за волатильностью рыночных цен. Если цена стабильна, то канал Дончиана будет относительно узким, если же цена сильно колеблется — то канал будет шире.